# 강승규
강승규(姜升圭, 1963년 9월 20일~)는 대한민국의 기업인, 정치인이다. 제18·22대 국회의원이다. 한국일보 및 경향신문 기자, 서울시 공보관/홍보기획관, 대한야구협회 회장과 아시아야구연맹 회장, 귀뚜라미그룹의 기획조정본부장, (주)인서울27골프클럽 대표이사, (주)귀뚜라미대표이사를 역임했다.

## 학력
- 조림국민학교 졸업
- 임성중학교 졸업
- 북일고등학교 졸업
- 1989년 고려대학교 정치외교학 학사
- 2003년 서울시립대학교 도시행정대학원 도시행정학 석사
- 2006년 서강대학교 영상대학원 광고PR학 박사

## 경력
- 1989년: 한국일보 기자
- 1990년~1998년: 경향신문 기자
- 1998년~1999년: 서울시정개발연구원 초빙부연구위원
- 1999년~2000년: 서울산업진흥재단 미디어시티서울 사무국 국장
- 2001년~2002년: 디자인커넥션 부사장
- 2002년~2006년: 서울특별시청 공보관
- 2002년: 제3회 전국동시지방선거 한나라당 이명박 서울특별시장 후보 기획홍보 팀장
- 2002년: 이명박 민선 3기 서울특별시장 인수위원회 대변인
- 2002년~2005년: 청계천복원추진 시민위원회 시민분과위원
- 2003년: 홍대클럽문화연대회의 자문위원
- 2003년: 서울특별시청 홍보기획관
- 2004년~2006년: 서울컨벤션뷰로 이사
- 2006년: 윤봉길 장학회 이사
- 2007년: 제17대 대통령 선거 한나라당 이명박 대통령 경선 후보 미디어홍보단 단장
- 2007년 12월: 제17대 대통령직인수위원회 부대변인
- 2008년 4월 9일: 대한민국 제18대 국회의원 선거 당선(서울 마포구 갑, 한나라당, 초선)
- 2008년 5월~2012년 5월: 제18대 국회의원(서울 마포구 갑, 한나라당→새누리당, 초선)[1]
- 2008년~2012년: 한나라당 서울특별시당 마포구 갑 당원협의회 위원장
- 2009년 1월: 제20대 대한야구협회 회장
- 2011년 2월 아시아야구연맹 회장
- 추사김정희선생기념사업회 이사
- 2013년 4월: 고려대학교 특임교수
- 2015년 2월~2016년 3월: 새누리당 서울특별시당 마포구 갑 당원협의회 위원장
- 귀뚜라미보일러 대표이사
- 2019년 2월~12월: 자유한국당 나경원 원내대표 비서실장
- 2019년 2월~2020년 2월: 자유한국당 서울특별시당 마포구 갑 당원협의회 위원장
- 2020년 1월~2020년 2월: 자유한국당 서울특별시당 대변인
- 2020년 2월~2020년 9월: 미래통합당 서울특별시당 마포구 갑 당원협의회 운영위원장
- 2020년 9월~2022년 5월: 국민의힘 서울특별시당 마포구 갑 당원협의회 위원장
- 국민의힘 서울특별시당 수석부위원장
- 2021년 3월~2021년 4월: 2021년 재보궐선거 국민의힘 서울특별시장 보궐선거 선거대책위원회 홍보본부 부본부장
- 2021년 7월: 국민의힘 중앙위원회 서울특별시당 연합회장
- 2021년 8월~2021년 11월: 제20대 대통령 선거 국민의힘 윤석열 대통령 경선후보 국민캠프 조직본부 조직총괄부본부장
- 2021년 12월~2022년 1월: 제20대 대통령 선거 국민의힘 윤석열 대통령 후보 선거대책위원회 중앙선거대책본부 조직총괄본부 부본부장 겸 투게더본부장
- 2022년 1월~2022년 3월: 제20대 대통령 선거 국민의힘 윤석열 대통령 후보 선거대책본부 조직본부 부본부장
- 2022년 2월~2022년 3월: 국민의힘 공명선거·안심투표 추진위원회 위원
- 2022년 3월~2022년 5월: 제20대 대통령직인수위원회 기획위원회 상임기획위원
- 2022년 5월~2023년 12월: 대통령비서실 시민사회수석비서관
- 2024년 3월~2024년 4월: 제22대 국회의원 선거 국민의힘 충청남도당 선거대책위원회 공동선대위원장
- 2024년 4월 10일: 대한민국 제22대 국회의원 선거 당선(충남 홍성군·예산군, 국민의힘, 재선)
- 2024년 5월~: 국민의힘 충청남도당 홍성군·예산군 당원협의회 위원장
- 2024년 5월~: 제22대 국회의원(충남 홍성군·예산군, 국민의힘, 재선)[2][3]
- 2024년 6월~: 제2기 국회지역균형발전포럼 공동대표
- 2024년 6월~2024년 7월: 국민의힘 정책위원회 산하 시급한 민생 현안 해결을 위한 기후위기대응특별위원회 위원
- 2024년 6월~2024년 7월: 국민의힘 정책위원회 산하 시급한 민생 현안 해결을 위한 민생경제안정특별위원회 위원
- 2024년 9월~: 우원식 국회의장 직속 국회세종의사당건립위원회 위원
- 2025년 1월~: 국민의힘 대외협력위원장
- 2025년 4월~2025년 4월: 제21대 대통령 선거 국민의힘 나경원 대통령 경선후보 나경원 캠프 총괄상황실장
- 2025년 5월~2025년 6월: 제21대 대통령 선거 국민의힘 김문수 대통령 후보 홍보본부장
- 2025년 7월~: 국민의힘 충남도당 위원장

## 의정 활동
- 2008년 5월~2012년 5월: 제18대 국회의원(서울 마포구 갑, 한나라당→새누리당, 초선)[1]
- 한나라당 홍보기획본부 부본부장
- 제18대 국회 문화체육관광방송통신위원회 위원
- 한나라당 인재영입위원회 위원
- 제18대 국회 예산결산특별위원회 위원

- 2024년 5월~: 제22대 국회의원(충남 홍성군·예산군, 국민의힘, 재선)
  - 제22대 국회 전반기 문화체육관광위원회 위원
  - 제22대 국회 전반기 산업통상자원중소벤처기업위원회 위원
    - 제22대 국회 전반기 산업통상자원중소벤처기업위원회 산업통상자원특허소위원회 위원
    - 제22대 국회 전반기 산업통상자원중소벤처기업위원회 예산결산소위원회 위원장

  - 제22대 국회 전반기 예산결산특별위원회 위원
  - 제22대 국회 전반기 국회운영위원회 위원
    - 제22대 국회 전반기 국회운영위원회 예산결산심사소위원회 위원

## 상훈
- 1995년 한국기자협회 이달의 기자상
- 2005년 대한민국 근정포장

## 저서
- 2006년 주식회사 서울을 팔아라
- 2007년 대통령을 만든 마케팅 비밀 일곱가지
- 2007년 국제과학비지니스벨트
- 2007년 한반도 대운하
- 2009년 미래의 키워드, 컨버전스
- 2010년 스마트하게 서비스하라, 맞춤

## 역대 선거 결과
|  | 48.05% |

|  | 4.26% |

|  | 42.95% |

|  | 54.84% |

## 소속 정당
| 소속 정당 | 소속 정당  | 소속 기간 | 비고      |
| --------- | ---------- | --------- | --------- |
|           | 한나라당   | 2008~2012 | 정계 입문 |
|           | 새누리당   | 2012~2016 | 당명 변경 |
|           | 무소속     | 2016~2019 | 탈당      |
|           | 자유한국당 | 2019~2020 | 복당      |
|           | 미래통합당 | 2020      | 합당      |
|           | 국민의힘   | 2020~2022 | 당명 변경 |
|           | 무소속     | 2022~2023 | 탈당      |
|           | 국민의힘   | 2023~현재 | 복당      |

## 같이 보기
- 마포구 갑
- 서울 마포구의 국회의원
- 홍성군·예산군
- 홍성군의 국회의원
- 예산군의 국회의원
- 대한민국의 대통령비서실 수석비서관